# Is This What We Want?
《Is This What We Want?》는 2025년 2월 25일 버진 뮤직 그룹을 통해 발매된 음반이다. 음반은 총 12곡으로, 한 단어로 된 각 노래의 제목을 합치면 "The British Government Must Not Legalise Music Theft to Benefit AI Companies"(→영국 정부는 인공지능 기업에게 이익을 주기 위해 음악 도용을 합법화해서는 안 된다)라는 문장이 만들어진다. 음반으로 벌어들인 수익은 헬프 뮤지션스에 기부된다.

## 제작
음반은 "1,000 UK Artists"(→천 명의 영국 예술가)라는 이름이 사용됐다. 실제로 천 명이 모두 참여하지는 않았지만, 뉴턴렉스는 "궁극적으로, 우리는 누가 오디오를 제공했는지는 중요하지 않다고 생각한다"라며 "이 모든 음악가의 메시지"라고 이야기했다.

## 발매
《Is This What We Want?》는 2025년 2월 25일 버진 뮤직 그룹을 통해 발매됐다. 같은 해 3월 6일자 영국의 음반 다운로드 차트에서 38위를 기록했다.

## 평가
카일 맥닐은 뉴 스테이츠먼에서 기고한 평론에서 침묵보다는 이름을 올린 음악가의 명성 덕에 사람들이 음반에 대한 이야기를 한다고 주장하며, "이렇게 침묵하는 방법은 인간의 천재성을 흉내낼 수 없는 자질이나 AI 모델의 한계를 증명하지 않는다"라고 비판적으로 바라보았다.

## 곡 목록
| #            | 제목           | 재생 시간 |
| ------------ | -------------- | --------- |
| 1.           | 〈The〉        | 4:00      |
| 2.           | 〈British〉    | 4:08      |
| 3.           | 〈Government〉 | 3:59      |
| 4.           | 〈Must〉       | 4:01      |
| 5.           | 〈Not〉        | 3:14      |
| 6.           | 〈Legalise〉   | 3:52      |
| 7.           | 〈Music〉      | 4:28      |
| 8.           | 〈Theft〉      | 3:56      |
| 9.           | 〈To〉         | 4:16      |
| 10.          | 〈Benefit〉    | 3:50      |
| 11.          | 〈AI〉         | 3:36      |
| 12.          | 〈Companies〉  | 3:57      |
| 총 재생 시간 | 총 재생 시간   | 47:17     |

### 참고 자료
- 캐츠, 레즐리 (2025년 2월 25일). “1,000 Musicians Drop ‘Silent Album’ To Protest AI Copyright Stance”. 《포브스》. 2025년 2월 25일에 원본 문서에서 보존된 문서. 2025년 3월 28일에 확인함.
- “IS THIS WHAT WE WANT by 1000 UK ARTISTS”. 오피셜 차트 컴퍼니. 2025년. 2025년 3월 6일에 원본 문서에서 보존된 문서. 2025년 3월 27일에 확인함.
- 맥닐, 카일 (2025년 3월 6일). “Silent protest is falling on deaf ears”. 뉴 스테이츠먼. 2025년 3월 6일에 원본 문서에서 보존된 문서. 2025년 3월 28일에 확인함.